# Danh sách tỷ phú Malaysia theo giá trị tài sản
Dưới đây là danh sách các tỷ phú Malaysia, dựa trên sự định giá thường niên về của cải và tài sản được tổng hợp, biên soạn và xuất bản trên tạp chí Forbes của Mỹ năm 2021.

## Danh sách 19 tỷ phú giàu nhất Malaysia năm 2021
| Thứ hạng | Thứ hạng trên thế giới | Họ và tên                                 | Quốc tịch | Giá trị tài sản (tỷ đô la Mỹ) | Nguồn gốc tài sản                         |
| -------- | ---------------------- | ----------------------------------------- | --------- | ----------------------------- | ----------------------------------------- |
| 1        | 171                    | Quách Hạc Niên                            | Malaysia  | 12,6                          | Dầu cọ, hàng hải, bất động sản            |
| 2        | 234                    | Quách Lệnh Xán                            | Malaysia  | 9,7                           | Ngân hàng, bất động sản                   |
| 3        | 476                    | Ananda Krishnan                           | Malaysia  | 5,8                           | Viễn thông, truyền thông, dịch vụ về dầu  |
| 4        | 486                    | Trịnh Hồng Phiêu                          | Malaysia  | 5,7                           | Ngân hàng                                 |
| 5        | 550                    | Hai anh em Lee Yeow Chor và Lee Yeow Seng | Malaysia  | 5,1                           | Dầu cọ, bất động sản                      |
| 6        | 622                    | Tăng Lập Cường                            | Malaysia  | 4,6                           | Sòng bạc, bất động sản, năng lượng        |
| 7        | 727                    | Koon Poh Keong                            | Malaysia  | 4                             | Nhôm                                      |
| 8        | 752                    | Kuan Kam Hon và gia đình                  | Malaysia  | 3,9                           | Găng tay tổng hợp                         |
| 9        | 859                    | Lâm Vỹ Tài                                | Malaysia  | 3,5                           | Găng tay cao su                           |
| 10       | 1174                   | Lâm Quốc Thái                             | Malaysia  | 2,7                           | Sòng bạc                                  |
| 11       | 1444                   | Lau Cho Kun                               | Malaysia  | 2,2                           | Dầu cọ, bất động sản                      |
| 12       | 1750                   | Tan Yu Yeh                                | Malaysia  | 1,8                           | Bán lẻ                                    |
| 13       | 1833                   | G. Gnanalingam                            | Malaysia  | 1,7                           | Cảng                                      |
| 14       | 2263                   | Tạ Phú Niên                               | Malaysia  | 1,3                           | Bất động sản                              |
| 15       | 2378                   | Syed Mokhtar Al-Bukhary                   | Malaysia  | 1,2                           | Kỹ thuật công trình, năng lượng, xây dựng |
| 16       | 2524                   | Tan Eng Kee                               | Malaysia  | 1,1                           | Trang thiết bị nhà máy                    |
| 17       | 2524                   | Tan Yu Wei                                | Malaysia  | 1,1                           | Bán lẻ                                    |
| 18       | 2622                   | Lakssmitha Kumararaja                     | Malaysia  | 1                             | Người có ảnh hưởng                        |
| 19       | 2674                   | Lưu Cẩm Khôn                              | Malaysia  | 1                             | Viễn thông, xổ số, bảo hiểm               |